# Château de La Beloterie
Le château de La Beloterie, aussi écrit La Belotterie, Labeloterie ou Labelotterie, est un château situé à Noailhac, dans le Tarn (France). Il a donné son nom à la famille Barbara de Labelotterie de Boisséson.

## Historique

### Origine
Le site du château présente une occupation ancienne, au moins dès le IXe siècle. En effet, le 10 janvier 1881, le curé de l'église Notre-Dame de Noailhac découvre une tombe de l'époque carolingienne, dans le parc du château. Celle-ci renfermait, outre le squelette de ce qui semblait être un guerrier, un denier du roi Eudes (roi de 888 à 889); frappé à Toulouse,.

### Le château
La Beloterie est construit au XVIe siècle par la famille Darrazat (ou d’Arrazat ou Darasat). Il sert dans un premier temps uniquement de simple relais de chasse, avant de devenir la résidence principale de la famille. Au début du XVIIe siècle, durant les guerres de Religion, le chef catholique Henri II de Bourbon-Condé y séjourne quelque temps, alors qu'il dirige le siège de Brassac, cité tenue par les protestants huguenots.
En 1686, le seigneur est François Darasat, alors en procès contre des fermiers de la seigneurie d'Agriffoul.
Le 21 mai 1695, Joseph Barbara (1671-1741) épouse Marie Darrazat (ou d’Arrazat) et reçoit le château de La Beloterie en dot. La famille Barbara ajoute le nom de cette propriété à son patronyme originel et se nomme bientôt famille Barbara de Labelotterie. Elle demeure en possession de l'édifice durant les générations suivantes. Les descendants de Joseph Barbara remanient ainsi la bâtisse dans le deuxième quart du XIXe siècle, au moment où elle acquiert sa forme actuelle. A la fin du XXe siècle, ils se séparent finalement de l'édifice.

## Architecture
Le château de La Beloterie est un édifice assez sobre, qui rappelle les bâtisses construites sous l'égide de l'architecte Jean-Pierre Laffon. Il se compose de deux corps de logis sur trois étages surmontés d'immenses frontons triangulaires, séparés par un bâtiment plat à deux étages, un peu en recul. Celui-ci présente un balcon sur toute sa longueur, soutenu par un péristyle de style dorique qui s'ouvre sur une serlienne.
Le domaine comporte aussi de nombreuses dépendances, généralement ornementées, par exemple avec de beaux encadrements et des corniches de granite.